# Conflit frontalier sino-russe
Ne doit pas être confondu avec Conflit sino-soviétique (1929) ou Conflit frontalier sino-soviétique de 1969.
Batailles
Le conflit frontalier sino-russe de 1652 à 1689 fut une série d'incidents armées entre la dynastie Qing, avec l'aide de la dynastie Joseon, et du tsarat de Russie par les cosaques de Sibérie. Le conflit portait sur le contrôle du Priamourié en Mandchourie-Extérieure, à un moment où chacun des deux empires cherchait à étendre son influence à cette région. Les hostilités culminèrent lors du siège du fort cosaque d'Albazino en 1686 où les Qing eurent une victoire décisive.
Le Priamourié, ou pays de l'Amour, désigne l'ensemble des terres comprises entre les monts Stanovoï au nord et la rive gauche de l'Amour au sud. Aujourd'hui, le nom désigne surtout l'oblast de l'Amour, bien que l'oblast autonome juif et le kraï de Khabarovsk fassent partie du territoire, ce dernier partiellement.
Le conflit prit fin avec la signature du traité de Nertchinsk en 1689, qui permit aux Qing de récupérer toutes les terres du Priamourié jusqu'aux monts Stanovoï.

## Contexte
Le Priamourié, délimité au nord par les monts Stanovoï, est une région d'Extrême-Orient, recouverte par la taïga. D'un point de vue culturel, la région est sous influence du monde sino-mandchou depuis au moins le VIe siècle. Diverses dynasties chinoises ont revendiqué le territoire, en construisant des avant-postes et en percevant des tributs. La commission militaire régionale de Nurgan, établie en 1409, se situait sur ces terres, avec son siège à Tyr (Telin), près de Nikolaïevsk-sur-l'Amour.
La conquête de la Sibérie par les Russes commence en 1582, avec la conquête du Khanat de Sibir. En 1643, ils atteignent la mer d'Okhotsk, et en 1649 le détroit de Béring avec Simon Dejnev. Mais les terres propices à l'agriculture se font rares une fois le Ienisseï traversé, avec comme exceptions la Daourie, ainsi que le Priamourié, ce dernier soumis théoriquement aux Qing.
En 1643, les colons russes, principalement des cosaques de Sibérie, franchissent les monts Stanovoï, avec à leur tête Ierofeï Khabarov, qui a déjà exploré la Léna.
Le Priamourié est alors peuplé par quelque 14 000 Duchers (en), environ 9 000 Daurs et plusieurs milliers de Nivkhes, Evenks, Achangs, et autres  Toungouses.
Les premiers Russes à avoir entendu parler de ce territoire, propice à l'agriculture, sont probablement Ivan Moskvitine et Maxime Perfilev vers 1640.

## Chronologie

### 1639-1643: Campagne Qing contre les dirigeants indigènes
- Décembre 1639-mai 1640 : 1re bataille : les indigènes sibériens et les Qing ont participé à la bataille de Gualar (en russe : селение Гуалар) : entre 2 régiments de bannières mandchoeus et un détachement de 500 Solons et Daurs  dirigé par le chef Solon - Evenk Bombogor (chinois : 博木博果爾 ou 博穆博果爾 ; pinyin : Bomboguoer) tandis que le deuxième chef indigène Bardači (pinyin : Bā'ěrdáqí) reste neutre.
- Septembre 1640 : 2e bataille : les Sibériens indigènes et les Qing ont participé à la bataille d'Albazino : entre les indigènes (Solon, Daur, Oroqen) et les Mandchous.
- Mai 1643 : Dans la 3e bataille, les tribus indigènes se sont soumises à l'Empire Qing.

### 1643-1644:Vassili Poïarkov
- Hiver 1643 - Printemps 1644 : un détachement d'une expédition russe dirigée par le cosaque Vassili Poïarkov a exploré le cours de la rivière Jingkiri, l'actuelle Zeïa, et les fleuves de l'Amour. Vassili Poïarkov a voyagé de Iakoutsk vers le sud jusqu'à la rivière Zeïa. Il a ensuite navigué sur le fleuve Amour jusqu'à son embouchure, puis vers le nord le long de la côte d'Okhotsk, retournant à Iakoutsk trois ans plus tard[1],[2],[3].

### 1649-1653:Ierofeï Khabarov
- 1650-1651 : En 1649, Ierofeï Khabarov trouva une meilleure route vers le Haut Amour et retourna rapidement à Iakoutsk où il recommanda l'envoi d'une force plus importante pour conquérir la région. Il revint la même année et fit construire des quartiers d'hiver à Albazin, à l'extrême nord du fleuve[1],[2],[3]. Il a occupé le fort Daur d'Albazin après avoir maîtrisé les Daurs dirigés par Arbaši (pinyin : Ā'ěrbāxī). La conquête russe de la Sibérie s'est accompagnée de massacres dus à la résistance indigène à la colonisation par les cosaques russes, qui ont violemment réprimé les indigènes. Les cosaques russes ont été nommés luocha (羅剎), d'après les démons trouvés dans la mythologie bouddhiste, par les indigènes de l'Amour en raison de leur cruauté envers les tribus de l'Amour, qui étaient des sujets des Qing. [4]
- 24 mars 1652 : Bataille d'Atchansk

L'été suivant, il descendit l'Amour et construisit un fort à Atchansk (chinois : 乌扎拉 ; pinyin : Wuzhala) probablement près de l'actuel Khabarovsk. De nouveau, il y eut des combats et les indigènes appelèrent à l'aide des Qing. Le 24 mars 1652, Atchansk fut attaqué sans succès par une importante force Qing [600 soldats mandchous de Ning'an et environ 1500 Daurs et Duchers dirigés par le général mandchou connu sous le nom de Haise (海色), ou Izenei (Изеней ou Исиней). Haise a ensuite été exécuté pour sa mauvaise performance. Dès que la glace a dégelé, Khabarov s'est retiré en amont et a construit des quartiers d'hiver à Koumarsk. Au printemps 1653, des renforts sont arrivés sous Dmitry Zinoviev. Les deux se sont disputés, Khabarov a été arrêté et escorté à Moscou pour enquête,,.
Des centaines de bovins et de chevaux ont été pillés et 243 filles et femmes mongoles de l'ethnie Daur ont été violées par des cosaques russes sous Ierofeï Khabarov lorsqu'il a envahi le bassin du fleuve Amour dans les années 1650.

### 1654-1658:Onoufri Stepanov
- Mars-avril 1655 : Siège de Koumar
- 1655 : Le tsarat de Russie a établi un « gouverneur militaire de la région de l'Amour ».
- 1657 : 2e bataille de Sharhody.

Onufriy Stepanov a été laissé en charge avec environ 400 à 500 hommes. Ils ont eu peu de difficulté à piller les indigènes et à vaincre les troupes Qing locales. Les Qing ont répondu avec deux politiques. Ils ont d'abord ordonné à la population locale de se retirer, mettant ainsi fin à la production céréalière qui avait attiré les Russes en premier lieu. Deuxièmement, ils ont nommé le général expérimenté Sarhuda (qui lui-même était du village de Nierbo à l'embouchure de Sungari) comme commandant de garnison à Ning'an. En 1657, il construisit plus de 40 navires dans le village d'Ula (Jilin moderne). En 1658, une grande flotte Qing sous Sarhuda rattrapa Stepanov et le tua ainsi qu'environ 220 cosaques. Quelques-uns se sont échappés et sont devenus des flibustiers,,.

#### 1654-1658: Les expéditions alliées sino-coréennes contre les Russes
Dans les opérations suivantes, d'importantes forces coréennes sous le roi roi Hyojong ont été incluses dans les troupes dirigées par les Mandchous. Les campagnes sont devenues connues dans l'historiographie coréenne sous le nom de Naseon Jeongbeol (나선정벌, littéralement conquête russe).
- janvier 1654 : la première fois qu'un contingent coréen est arrivé pour rejoindre une armée mandchoue près de Ninguta.
- juillet 1654 : Bataille de Hutong (sur le cours inférieur du Sungari à l'actuel Yilan) entre une armée conjointe Corée-Mandchoue de 1500 hommes dirigée par Byeon Geup (Hangul : 변급 Hanja : 邊岌) contre 400-500 Russes.
- 1658 : De grands navires de guerre capables de combattre des navires russes ont été construits par des constructeurs navals chinois Han pour les forces Qing[7]. La flotte Qing de Sarhuda de Ninguta, y compris un important contingent coréen dirigé par Shin Ryu, descend le Sungari dans l'Amour et rencontre la plus petite flotte d'Onoufri Stepanov à Albazino. Lors d'une bataille navale dans l'Amour à quelques kilomètres en aval de l'embouchure du Sungari (10 juillet 1658), la flottille russe de 11 navires est détruite (les survivants s'enfuient sur un seul navire) et Stepanov lui-même meurt.

En 1658, les Chinois avaient anéanti les Russes sous Nertchinsk et la terre déserte devint un refuge pour les hors-la-loi et les cosaques renégats. En 1660, une grande bande de Russes a été détruite. Ils ont eu du mal à poursuivre les cosaques car leur propre politique avait supprimé la majeure partie de la nourriture locale. Dans les années 1670, les Chinois ont tenté de chasser les Russes de la côte d'Okhotsk, atteignant aussi loin au nord que la rivière Maïa,,.

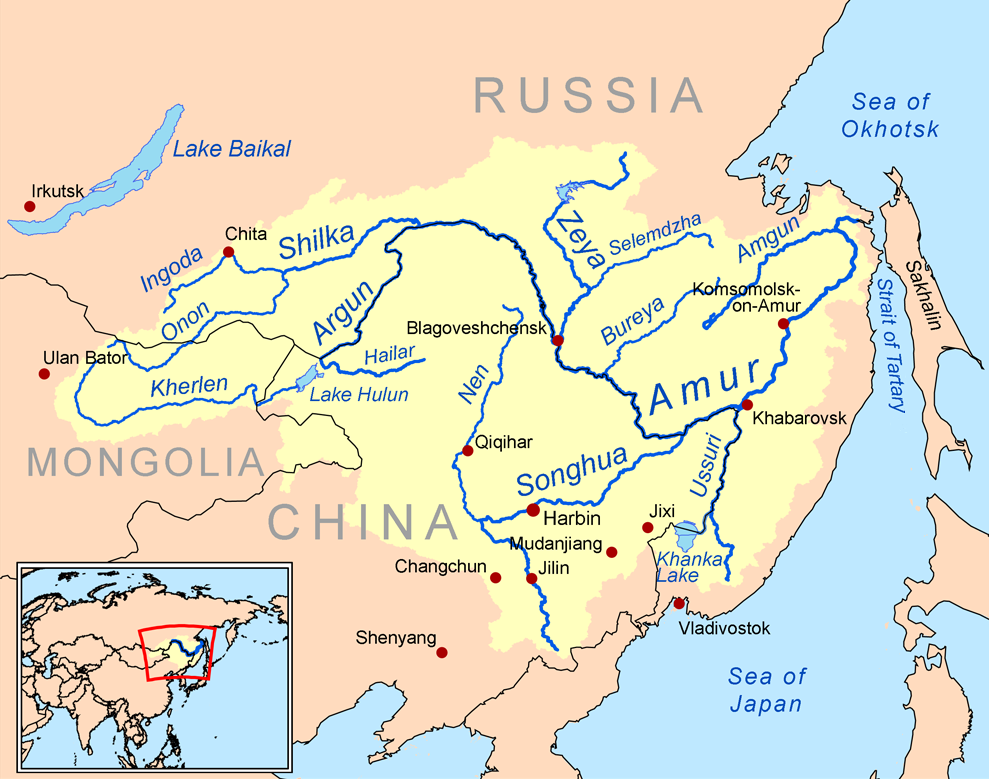
Le bassin de l'Amour avec des frontières nationales modernes. Nerchinsk se trouve sur la Chilka inférieure, Albazino sur la boucle nord de l'Amour, Koumarsk un peu en aval, Aigoun à l'embouchure de la Zeïa et Atchansk à Khabarovsk.

### 1665-1689: Albazin
En 1665, Nikifor Tchernigovski assassina le voïvode d'Ilimsk et s'enfuit vers l'Amour et réoccupa le fort d'Albazino, qui devint le centre d'un petit royaume qu'il nomma Jaxa. En 1670, il fut attaqué sans succès. En 1672, Albazin reçut la grâce du tsar et fut officiellement reconnu. De 1673 à 1683 la dinastie Qing s'a lié en réprimant une rébellion dans le sud, la révolte des Trois Feudatoires. En 1682 ou 1684, un voïvode est nommé par Moscou,,.
Après une longue reconnaissance, les Qing ont fait leur première tentative de conquérir Albazino en 1685. À l'époque, Albazino était un fort en bois avec seulement 300 mousquets, 3 canons et de faibles stocks de poudre à canon; quoi qu'il en soit, les Chinois ont conclu qu'il ne pouvait pas être enlevé de sa minuscule garnison à moins que des "canons barbares rouges" (Hongyipao) ne soient utilisés.
Trois mille soldats Qing ont d'abord assailli le fort. Un détachement a fait une feinte au sud du fort, tandis que d'autres soldats ont secrètement déplacé Hongyipao au nord du fort et sur ses côtés, pour mener une attaque à la pince. Au total, la force Qing comprenait 100 à 150 pièces d'artillerie légère, 40 à 50 gros canons de siège et 100 mousquetaires, le reste des hommes utilisant des armes traditionnelles. Le premier jour, 100 Russes ont été tués ou blessés par l'énorme barrage d'artillerie. Après l'incendie des murs en bois, les Russes se sont rendus et ont reconnu la suzeraineté des Qing.
Après cela, la garnison russe reçut l'ordre de construire des murs plus puissants. Avec l'aide du soldat prussien Afanassii Ivanovitch Beiton (qui était commandant en second du fort), les murs ont finalement été construits jusqu'à une hauteur de cinq mètres et demi et une épaisseur de sept mètres et demi. En juillet 1686, les Qing envoyèrent une autre force de 3 000 hommes (principalement de la cavalerie et comprenant 30 à 40 canons « nouvellement coulés »), appuyés par 150 bateaux de ravitaillement équipés de 3 000 à 6 000 hommes supplémentaires, pour reprendre le fort à la garnison de 736 soldats russes. soldats et miliciens (qui avaient 11 canons). Les Russes ont rejeté une demande de reddition des Qing et une autre bataille s'est ensuivie le 18 juillet.
Au cours des semaines suivantes, les Qing ont tenté à plusieurs reprises de prendre le fort, mais ont toujours été repoussés avec de lourdes pertes, tandis que les pertes au combat russes étaient négligeables. Les Russes ont même commencé à lancer des contre-attaques pour détruire les engins de siège Qing, une sortie tuant 150 soldats chinois pour la perte de seulement 21 Russes. Les Qing étaient confus par la conception du fort qui, comme les forts d'artillerie européens contemporains, laissait souvent les soldats chinois pris entre deux feux lorsqu'ils tentaient de placer leurs lignes de siège et leur artillerie selon des tactiques traditionnelles.
Le général Qing, Langtan, a abandonné les assauts en août et a plutôt décidé d'affamer le fort en bloquant l'accès russe à la rivière voisine. Finalement, l'investissement Qing à Albazino est devenu si important que les fortifications des camps de siège ont éclipsé celles d'Albazino lui-même. Moscou a envoyé des mousquetaires d'élite pour soulager le fort mais les Qing contrôlaient toutes les approches et aucun traîneau ou traîneau ne pouvait s'y glisser. Les deux armées souffraient de maladie et de famine : les combattants et les civils russes mouraient en masse du scorbut, du typhus et du choléra, tandis que les Chinois mouraient de faim et gelaient à l'extérieur des murs et étaient parfois poussés au cannibalisme. En novembre, 600 hommes russes et plus de 1 500 soldats Qing étaient morts. En octobre 1686, des envoyés russes sont arrivés à Pékin en provenance de Moscou pour demander la paix. En décembre, un messager de l'empereur Qing est arrivé aux lignes de siège annonçant une pause au siège, et que ses hommes, en signe de bonne foi, devaient offrir de la nourriture et des médicaments aux Russes restants, dont il n'y avait que 24
Albazino a finalement été cédé aux Qing dans le traité de Nertchinsk de 1689, en échange de privilèges commerciaux à Pékin et du droit de conserver la ville de Nerchinsk.

### 1685-1687: La campagneAlbazino/Yakesa
Les anciennes troupes chinoises Han loyalistes de la dynastie Ming qui avaient servi sous Zheng Chenggong et qui se spécialisaient dans le combat avec des boucliers et des épées en rotin (Tengpaiying) 藤 牌 营 ont été recommandées à l'empereur Kangxi pour renforcer Albazino contre les Russes. Kangxi a été impressionné par une démonstration de leurs techniques et a ordonné à 500 d'entre eux de défendre Albazino, sous Lin Xingzhu et He You, anciens partisans de Koxinga, et ces troupes de boucliers en rotin n'ont pas subi une seule victime lorsqu'elles ont vaincu et abattu les forces russes voyageant par radeaux sur la rivière, n'utilisant que les boucliers et les épées en rotin tout en combattant nus,,.
- mai-juillet 1685 : Le siège d'Albazino - Les Qing ont utilisé d'anciens spécialistes navals chinois Han loyalistes Ming qui avaient servi sous la famille Zheng à Taïwan lors du siège d'Albazino[14]. Les Russes ont été combattus par les anciens soldats de Koxinga basés à Taiwan[15]. La compréhension militaire nautique des anciens marins de Taïwan était la raison de leur participation aux batailles[16].
- Juillet-octobre 1686 : Le siège du Nouvel Albazino.

« [les renforts russes descendaient au fort sur la rivière] Là-dessus, il [le marquis Lin] a ordonné à tous nos marines de se déshabiller et de sauter dans l'eau. Chacun portait un bouclier de rotin sur la tête et tenait une énorme épée à la main. Ainsi ils ont nagé en avant. Les Russes étaient si effrayés qu'ils criaient tous : « Voici les Tartares à grosses casquettes ! Comme nos marines étaient dans l'eau, ils ne pouvaient pas utiliser leurs armes à feu. Nos marins portaient des boucliers en rotin pour se protéger la tête afin que les balles et les flèches ennemies ne puissent pas les transpercer. Nos marines ont utilisé de longues épées pour couper les chevilles de l'ennemi. Les Russes sont tombés dans le fleuve, la plupart d'entre eux tués ou blessés. Les autres ont fui et se sont échappés. Lin Hsing-chu n'avait pas perdu un seul marine lorsqu'il est revenu pour participer au siège de la ville." écrit par Yang Hai-Chai qui était lié au marquis Lin, un participant à la guerre. »

La plupart des Russes se sont retirés à Nertchinsk, mais quelques-uns ont rejoint les Qing, devenant les cosaques d'Albazino à Pékin. Les Chinois se sont retirés de la région, mais les Russes, en apprenant cela, sont revenus avec 800 hommes sous Alekseü Tolbouzine et ont réoccupé le fort. Leur objectif initial était simplement de récolter le grain local, une denrée rare dans cette partie de la Sibérie. À partir de juin 1686, le fort est de nouveau assiégé. Soit le siège a été levé en décembre lorsque les armées ont appris que les deux empires étaient engagés dans des négociations de paix, soit le fort a été capturé après un siège de 18 mois et Tolbouzine a été tué. A cette époque, moins de 100 défenseurs étaient restés en vie,,.

## Postérité
En 1689, les Russes abandonnent leurs revendications sur le pays de l'Amour, y compris Albazino, lors de la signature du traité de Nertchinsk. Ce traité établit la frontière comme état la rivière Argoun ainsi que les monts Stanovoï jusqu'à la mer d'Okhotsk.
Le traité de Kiakhta de 1727 vient confirmer le traité, en clarifiant le passager de la frontière et en règlementant le commerce russo-chinois.
Mais en 1858, soit presque deux siècles après la prise d'Albazino, la Russie annexa le Priamourié lors du traité d'Aïgoun, un traité inégal. Et en 1860, avec la convention de Pékin, la Russie annexa le Primorié, c'est-à-dire toutes les terres depuis l'Amour jusqu'au golfe de Pierre-le-Grand,,.